# Chlorophorus yachovi
Chlorophorus yachovi là một loài bọ cánh cứng trong họ Cerambycidae.